# Дружество „Майчина грижа“ (Габрово)
Дружество „Майчина грижа“ е милосърдна и благотворителна организация.

## История
На 6 август 1869 г. – Преображение Господне, по инициатива на Димитър Енчев, главен учител в Габровското училище, съвместно с по-интелигентни и изявени жени на Габрово се събират съмишленици и основават „Женско дружество“.
Дружеството е познато под следните имена: Женско дружество „Майчина грижа“, Женско дружество „Майчина любов“ и Благодетелно женско дружество.
Първи членки-основателки са учителките Тотка Бончева, Мана Попова, Анастасия Тошева и гражданките Гаврилица Ганчева, х. Андрейца Манафова, Мариола Станчева Новоселова, Мома Тотю Станчева, Рада Рачкова, Мария Рачкова, Цана Цонева, Дешка Ранкова Тонкова, Досювица Драганова, Христовица Арнаудова.
Дружеството в Габрово е третото по ред в страната след Лом и Стара Загора.

## Дейност
На 6 август 1870 г., по случай първата година от създаването на дружеството е направено тържество и събрание. Ученичка от гимназията произнася слово, след което е направен отчет за дейността през изминалата година. Като предстояща задача е отбелязано откриването на женски пансион. Броят на членуващите жени достигнал 170.
Ако в началото дейността на дружеството е била само просветна, то на по-късен етап се разширява и става благотворителна.
Към дружеството, в неделни и празнични дни, са провеждани общообразователни беседи /сказки/ от учителите, на които присъствали не само членуващите в дружеството, но и случайни гражданки.
През 1871 г. дружеството се заема с управлението и грижите за девическия пансион, открит през същата година при Главното девическо училище.
Дружеството поема издръжката на три бедни момичета, с изискването те да завършат образование и да станат учителки, където им бъде наредено. Това са Тота Венкова /бъдещата първа лекарка в България/, Неда Шипчанова и Станка Р. Стомонякова.
През лятото на 1873 г. дружеството дарява 20 000 гроша за завършване на гимназиалното здание.
Дружеството развива усилена благотворителна дейност. По време на въстанието от 1876 г.се занимава с настаняване и грижи за сирачетата, оцелели в опожарените от турците севлиевски села – Батошево, Кръвеник, Ново село и др. Същите дейности са развивани и през войната 1877 – 1878 г.
Настоятелството винаги се състояло от 13 членки /по 2 от всяка махала/.
„Приходите на дружеството се формирали от членски вноски, от визити по именни дни, подаръци по случай на радостни или скръбни дни в семействата. По-късно средства от завещания, помощи от общината и др.“
След Освободителната война дейността на женското дружество замира.
В първите години след Освобождението жените започват да се намесват и в политиката на страната. През април 1881 г. княз Александър Батемберг суспендира /спира, отменя/ конституцията и тръгва на агитационни обиколки из страната. На 7 юни 1881 г. пристига в Габрово. Жените – членки на дружеството го посрещат, приветстват го с добре дошъл и като „поменуват за поднесения му ничтожен подарък, молят да се застъпи за повръщане на погазените народни правдини /конституцията/“.
След период на слаба обществена дейност, на 1 април 1899 г. дружество „Майчина грижа“ се събужда за нов и по-интензивен живот. Същата година членовете са 122, а приходите 1065 лв.
Те откриват неделно училище за неграмотни и полуграмотни жени и момичета.
През 1901 г. дружеството изработва устав, утвърден и приет, според който главната цел е умственото, нравственото и професионалното образование и възпитание на жената, а в изключителни случаи – благотворителност.
През 1902 г. дружеството открива стопанско училище, в което има специалности за изработване на бельо и връхни дрехи, и е на издържка цели 7 години.
През 1909 г. откриват безплатни ученически трапезарии, просъществували до 1944 г., в които се хранели 40 бедни деца ученици и ученички.
По време на Балканската война /1912/ към дружеството са провеждани курсове по шапкарство и цветарство. Членовете развиват активна дейност по облекчаване страданията на ранените и болни войници, настанени в габровската болница. Освен с полагане на грижи ги подпомагали с парични средства и други материали.
През 1903 г. в дружеството членуват 320 действителни членки, грижат се за 40 деца в ученическата трапезария. Разполагат с бюджет от 120 000 лв. и фонд „Дружествено здание“
330 000 лв. Дружеството разполага със собствено здание.
През 1928 г. членовете на дружеството помагат на пострадалите от земетресението в Чирпан.
Дейността на дружеството се разгъва в по-широк план, след като индустриалецът Пенчо Семов дава сградата на казино „Буздлуджа“, заедо с парцела около него и там се открива пансион с трапезария за бедните деца и редовно Девическо професионално училище. През 1935 г. е направена допълнителна пристройка. Останалата част от средствата за изграждане на пристройката осигурява Стефана Богдан Генчева, една от най-дългогодишните и най-заслужили председателки на дружеството. Новото училище носи името на Радка Пенчо Семова. Там е обособена библиотека, пансион и отлично подготвени преподавателки от бедни семейства.
След 1944 г. зданието е национализирано.
Днес дружество „Майчина грижа“ съществува, развива активна дейност и взема участие в различни обществени мероприятия. Неговата председателка г-жа Ганка Шиварова споделя:
През 1994 г. е възстановен фондът на името на хаджи Радка Семова, от който са връчвани награди и дипломи всяка година на една абитуриентка от Професионалната гимназия по текстил и моден дизайн.
През 1995 г. е учреден фонд на името на Стефана Богдан Генчева за подпомагане на даровити деца от различни области на науката и изкуствата. Подпомогнатите деца са се представяли достойно и са се завръщали с медали и отличия, получени от българските градове Благоевград, Русе, Варна и Шумен, а също и от чужбина – Португалия, австралия, САЩ и Индонезия.
През 2002 г. е основан дарителският фонд „Д-р Тота Венкова“ по повод 150-а годишнина от рождението на първата българска лекарка, и първа стипендиантка на Дружество „Майчина грижа“. Същата година е обявен и втори фонд на нейно име за набиране на средства за Акушеро-гинекологичното отделение към МБАЛ „Д-р Тота Венкова“.
Създадени са още фонд „Д-р Тота Венкова – възрожденката“ и „Д-р Тота Венкова – лечителката“. Връчва се награда на първото родено дете в Деня на родилната помощ 21 януари.
Така както са правили предшествениците от дружеството, така от 2002 г. е възстановено храненето на бедни деца и сираци. „Сдружение за подпомагане на град Габрово“, от побратимения град Тун – Швейцария, съвместно с Дружество „Майчина грижа“ организират хранене на по 20 деца от Габровските училища в периода 1 декември до 30 април.
Дружество „Майчина грижа“ е вземало активно участие във всички благотворителни акции на Община Габрово.
Първи вземат участие в учредяване на Фондация „Обществен дарителски фонд“.
През годините е оказвана помощ при закупуване на лекарства и лечение на нуждаещи се инвалиди, самотни стари хора.
По случай големите християнски празници правят посещения на детски градини и домове за стари хора.
Дружеството води „Златна книга“, в която се записват всички инициативи на дружеството, въведена от почетната председатлека г-жа Мария Семерджиева.